# Стена Журавль
Стена Журавля (англ. Grus Wall) — одна из шести крупнейших структур в распределении галактик (галактическая нить) наблюдаемой Вселенной. Расположена на расстоянии в 10,8 млрд световых лет и простирается на 300 млн св. лет в длину и 50 млн св. лет в ширину. С точки зрения земного наблюдателя, стена Журавля расположена перпендикулярно к Стене Печи и Стене Скульптора.